# Handtekening

Handtekening van Frédéric Chopin

Handtekening van Karel de Grote. De keizer was analfabeet en schreef alleen het vierkantje, waarna een secretaris de medeklinkers van KAROLUS eromheen schreef.

Handtekening van Hitler

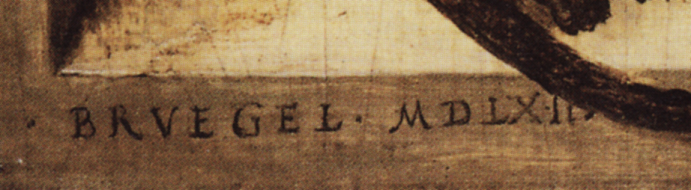
Handtekening van Pieter Bruegel

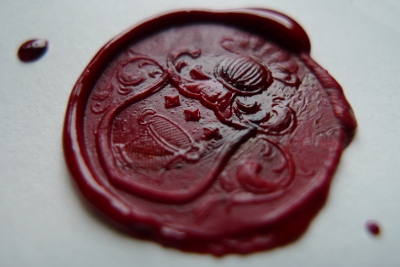
Lakzegel van de familie Brodtkorb

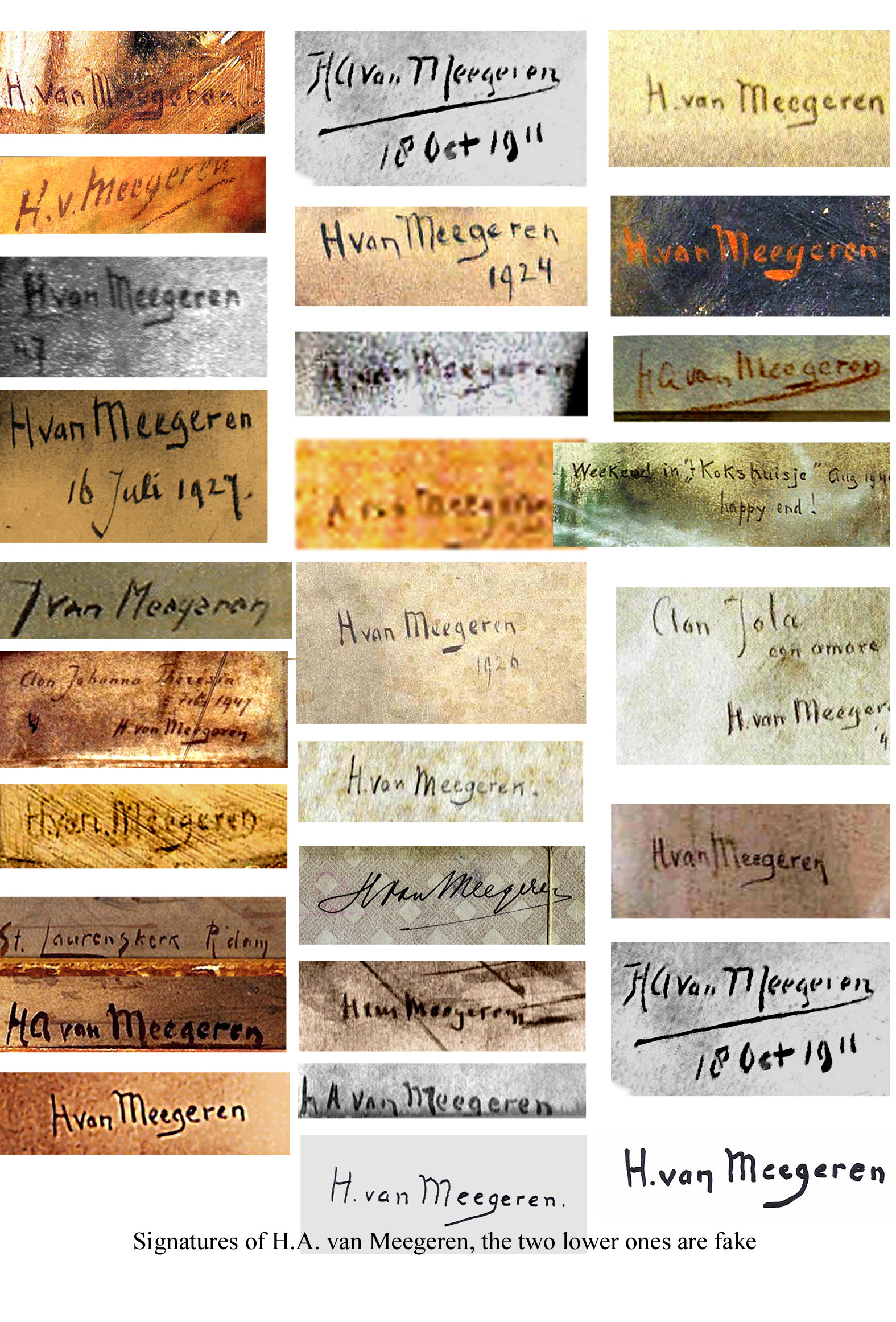
Een collage van originele en valse handtekeningen die Han van Meegeren voor zijn eigen werk gebruikte

Een handtekening (ook: ondertekening, autogram, signatuur of informeel poot, krabbel) is een met de hand geschreven krabbel op een brief of document, waarmee de plaatser aangeeft dat de inhoud juist is of dat hij daarmee akkoord gaat.
Een verkorte handtekening heet paraaf. In sommige gevallen wordt daarmee volstaan.
Een handtekening heeft twee functies. Ten eerste wordt iemands identiteit ermee vastgesteld, hoewel er geen wetgeving bestaat die regelt wat iemands authentieke handtekening is. Ten tweede dient het ter vaststelling van de wil van de desbetreffende persoon met betrekking tot de bovenstaande tekst. Met het zetten van de handtekening zegt men als het ware: "Hier ben ik, en hier ben ik het mee eens".
Een handtekening is vooral van belang wanneer de tekst door een ander (een secretaris) of met een schrijfmachine of tekstverwerker is geschreven. Immers, als de hele tekst met de hand is geschreven door degene die het document ondertekent, dan is zijn handschrift eigenlijk al voldoende.
Bij sommige brieven is het dan ook gewenst dat niet alleen de handtekening maar ook de slotregel (met de afscheidsgroet) met de hand geschreven zijn. Dit gebruik is al heel oud. De apostel Paulus dicteerde zijn brieven meestal aan een ander (wellicht omdat hij zelf geen ervaren schrijver was), maar schreef wel zelf de slottekst. Zie onder andere Romeinen 16:21 en vooral 2 Thessalonicenzen 3:17, waarin de apostel de aandacht vestigt op zijn eigen handschrift. Daarbij moet overigens worden opgemerkt dat de originele manuscripten niet bewaard zijn gebleven en dat wij alleen beschikken over afschriften in een ander handschrift.

## Uiterlijk
De handtekening evolueert bij de meeste geletterde mensen tijdens de schooltijd uit de handgeschreven naam (ongeletterden zetten vaak een X). De naam wordt steeds sneller geschreven waarbij deze vaak steeds moeilijker als naam is te herkennen. Uiteindelijk lijkt de naam inderdaad meer op een krabbel, krul of hanenpoot. Het grote voordeel is echter dat een handtekening hierdoor wel uniek en vaak ook moeilijk na te maken is. En dat maakt hem nou juist zo geschikt voor bovengenoemde functies.

## Juridisch
De handtekening geeft aan dat men de inhoud van de tekst kent en het ermee eens is. Dit is vooral van belang bij documenten die niet met de hand geschreven zijn, zoals overschrijvingen en contracten. Om die reden is het ook gebruikelijk in veel landen contracten op iedere pagina te paraferen, en soms ook de tekst "GELEZEN EN AKKOORD" of iets in die strekking met de hand boven de handtekening te schrijven.
Op zich vereist het recht geen handtekening voor een geldige overeenkomst, aangezien overeenkomsten vormvrij zijn. Het is echter wel de meest gebruikelijke manier van contracteren, en bij het ontbreken van een handtekening onder een contract zal het erg moeilijk zijn voor een rechter te bewijzen dat er een overeenkomst is. Immers, voor hetzelfde geld kan in zo'n geval het contract opgesteld zijn geweest zonder het aan de "wederpartij" voor te leggen. Tegenwoordig komen wel alternatieven voor papieren handtekeningen in zwang, zoals elektronische handtekeningen, en koop via de telefoon en internet. Ook hier moet de procedure echter ertoe leiden dat ondubbelzinnig duidelijk wordt dat de persoon in kwestie inderdaad akkoord is gegaan, en dat dat akkoord ook daadwerkelijk van die persoon afkomstig is.
Organisaties sluiten contracten door hun bevoegde vertegenwoordigers (meestal de directeuren) te laten tekenen. Wie hiertoe bevoegd is dient te worden vermeld in het handelsregister. Vaak wordt naast of over de handtekening ook een stempel geplaatst met de naam en functie van de ondertekenaar.
Aanvraagformulieren worden meestal door banken, bedrijven of overheden alleen in behandeling genomen wanneer ze zijn getekend door de aanvrager.
Indien meerdere personen hun handtekening op een document zetten, is het de gewoonte om ze naast elkaar te plaatsen. Indien hier echter te weinig plaats is kan dit in twee of meer rijen worden gedaan. De persoon wiens handtekening rechtsonder staat heeft de meeste rechten. Dit komt doordat in onze streken van boven naar onder en van links naar rechts wordt gelezen. De persoon wiens handtekening rechtsonder komt is bijgevolg diegene die als laatste het document moet ondertekenen en bijgevolg de meeste macht heeft.

### België
Artikel 8.1, 2° van het Burgerlijk Wetboek definieert de handtekening als "een teken of een opeenvolging van tekens, aangebracht met de hand, elektronisch of via ieder ander procedé, waarmee een persoon zich identificeert en waaruit zijn wilsuiting blijkt."

## Tekenen voor kennisgeving
Het is mogelijk een document te ondertekenen zonder ermee akkoord te gaan. Dit kan gewenst zijn wanneer men slechts wil aangeven het document gezien te hebben, of wanneer men wil aantonen het ten minste aan de betreffende persoon te hebben voorgelegd. Een werknemer die het niet eens is met een slechte beoordeling en deze wil aanvechten kan dit bijvoorbeeld doen, zodat men hem later niet kan tegenwerpen dat hij het ermee eens was, maar het aan de andere kant wel duidelijk is dat de beoordeling gegeven is. Men tekent dan vergezeld van de tekst "VOOR GELEZEN", "GEZIEN" of expliciet "NIET AKKOORD".

## Zegel
Voordat in de 16e eeuw geleidelijk aan handtekeningen in gebruik kwamen, werd de authenticiteit van een document gewaarborgd door middel van een zegel. Tegenwoordig worden sommige oorkonden of verenigingsbullen nog weleens voorzien van een echt of gefingeerd lakzegel al dan niet met lint. In sommige landen (bijvoorbeeld de Verenigde Staten) is het nog steeds gebruikelijk dat organisaties zegels gebruiken om hun correspondentie en contracten mee af te stempelen.

## Digitale handtekening
Voor elektronische documenten kan ook een digitale handtekening (ook wel 'elektronische handtekening' genoemd) gebruikt worden om aan te tonen dat de schrijver de genoemde persoon is. Bij het Internetbankieren wordt hiervan gebruik gemaakt, en steeds meer (semi-)overheidsdiensten zoals de belastingdienst werken ermee doordat zij gebruik maken van identificatie via DigiD.
Binnen de Europese Unie worden elektronische handtekeningen geregeld door de zogenaamde eIDAS-verordening van 2014.

## Valse handtekening
Het is mogelijk dat iemand om wat voor reden dan ook een handtekening vervalst. Wanneer dit vermoed wordt, kan men achterhalen of iemand een echte of valse handtekening plaatst door hem tien of meer keer achter elkaar zijn handtekening te laten zetten. Valse handtekeningen gaan na verloop van tijd afwijken, echte meestal niet. Zie nevenstaande afbeelding van echte en valse handtekeningen van de schilder en kunstvervalser Han van Meegeren.

## Gebruiken rond handtekeningen
Bij het ondertekenen van internationale verdragen krijgt elke verdragspartner een ondertekende kopie. In veel gevallen krijgt elke verdragspartner volgens eeuwenoud diplomatiek gebruik een officiële kopie waarin de handtekening van zijn eigen land bovenaan staat. Op die manier werden politieke gevoeligheden ten aanzien van rang en stand vermeden. Dit gebruik heet alternaat.

## Trivia
- Aan bekende personen wordt vaak een handtekening als souvenir gevraagd.
- In Nederland is het in principe toegestaan om voor verschillende instanties verschillende handtekeningen te gebruiken, hoewel dit ongebruikelijk is.[1]